# 北高加索匈人
北高加索匈人，是匈人在达吉斯坦的分支。他们在可萨汗国建国前有自己的王国。他们可能是匈人与土著混血。
在535至537年，有亚美尼亚传教士到这里活动。有一些人受洗，叙利亚文件也提出此事。
682年，亚塞拜然地区主教以色列曾经想一匈人首领合俟利发（Alp İlütwer）受洗但不成功。他后来成为俟利发，这部落也向可萨人纳贡，与他们一起反倭马亚王朝。八世纪后他们成为可萨汗国一部分，十一世纪后不再有他们消息 。
他們的國土被欽察人合併，後來成為庫梅克人一部分。